# آنجلو دومنگینی
آنجلو دومنگینی (به ایتالیایی: Angelo Domenghini) بازیکن فوتبال اهل ایتالیا است

## تیم ملی
از سال ۱۹۶۳ میلادی عضو تیم ملی فوتبال ایتالیا بوده و در ۳۳ بازی ملی حضور داشته‌است. او در بازی‌های ملی‌اش ۷ گل به ثمر رساند.
آنجلو دومنگینی آخرین بازی ملی خود را در سال ۱۹۷۲ میلادی انجام داد.